# Glandirana reliquia
Glandirana reliquia — вид жаб родини жаб'ячих (Ranidae). Описаний у 2022 році.

## Назва
Видова назва вказує на реліктовий статус тварини.

## Поширення
Вид поширений в східній частині Японії.

## Опис
Вид середнього розміру, завдовжки SVL 31–54 мм у самиць і 29–43 мм у самців. Від G. rugosa цей новий вид морфологічно диференційований лише за кількома морфометричними характеристиками відносно SVL у метаморфах, але досить відрізняється у розвитку личинкових шкірних залоз і, безумовно, відрізняється від них характеристиками ядерного геному. Він відрізняється від G. susurra та G. emeljanov у співвідношенні морфометричних ознак та вентрального забарвлення, від G. tientaiensis менш плоскими спинними хребтами та більш гранульованою вентральною шкірою, а від G. minima більшим тілом і добре розвиненою перетинкою пальців.